# Ferjan
Ferjan je priimek v Sloveniji, ki ga je po podatkih Statističnega urada Republike Slovenije na dan 1. januarja 2010 uporabljalo 310 oseb in je med vsemi priimki po pogostosti uporabe uvrščen na 1.248. mesto.

## Znani nosilci priimka
- Franc Ferjan (1885—1964), fotograf, tehnični inovator (prof.matematike/fizike)
- Jakob Ferjan (1914—1974), agronom
- Jana Intihar Ferjan (*1956), umetnostna zgodovinarka, dokumentalistka, bio-bibliografka ...
- Jure Ferjan in Karmen Kozmus Ferjan, poslanca DZ, prvi zakonski par v našem parlamentu
- Klemen Ferjan (*1979), judoist
- Lea Ferjan, direktorica Zavoda za kulturo Bled
- Marjan Ferjan (1912—1993), gradbeni strokovnjak
- Marko Ferjan (*1964), elektrotehnik, prof. in nekdanji dekan FOV v Kranju
- Matej Ferjan (1977—2011), spidvejist
- Naja Ferjan Ramirez (*1984), atletinja; lingvistična nevroznanstvenica
- Primož Ferjan (*1985), judoist
- Vincenc - Cena Ferjan (1911—1945), dentist, partizanski zobozdravnik